# Hôtel de Griffy
L’hôtel de Griffy est un hôtel particulier situé à Montpellier, dans le département de l'Hérault.

## Histoire
Ce bâtiment fait l’objet d’un inscription au titre des monuments historiques depuis le 18 octobre 1944.

## Localisation
L'hôtel est situé au 26 rue de l'Aiguillerie à Montpellier.